# Golden Cup femenina 2007
La Golden Cup femenina 2007 - Memorial Àlex Ros, promocionada sota la denominació Grup Tarradellas Cup, fou una competició d'hoquei sobre patins disputada entre l'1 i el 3 de juny de 2007 a Blanes (Catalunya) amb les seleccions nacionals femenines de Catalunya, França, Itàlia i Xile.
Malgrat ser la segona edició en categoria femenina d'aquesta competició organitzada pel Blanes Hoquei Club Fundació, la Golden Cup es promocionà com la quarta perquè és el nombre de vegades que s'ha disputat en categoria masculina. Així mateix, la Golden Cup masculina 2007 es desenvolupà paral·lelament al mateix lloc durant les mateixes dates.
Aquest torneig està reconegut pel Comitè Internacional d'Hoquei sobre patins (CIRH) el que li comporta un nivell d'equips participants equiparable a les grans cites mundials. Per aquest motiu, les dates coincidiren una mica abans de la celebració del Campionat del Món "A" masculí 2007 que es disputà a Montreux (Suïssa) entre el 16 i el 23 de juny.
Al vespre de l'1 de juny, abans de disputar-se el partit de categoria masculina entre el Blanes HC i la selecció catalana, es va homenatjar a Àlex Ros. Posteriorment, el grup musical blanenc Bizarre va fer un petit concert i va estrenar el nou himne del Blanes Hoquei Club, composta per aquest mateix grup i lletrada per Pedro Hormigo.

## Participants
| Equips | Equips    |
| ------ | --------- |
|        | Catalunya |
|        | França    |
|        | Itàlia    |
|        | Xile      |

### Catalunya
La selecció catalana es fixà l'objectiu de revalidar el títol assolit l'any anterior. Tanmateix, l'aval de ser subcampiones del Món 2006 amb la selecció espanyola de moltes de les jugadores de Catalunya, permet garantir un bon resultat de les catalanes.
| Dorsal | Nom                  | Posició       | Equip               |
| ------ | -------------------- | ------------- | ------------------- |
| 1      | Laia Salicrú         | portera       | CE Arenys de Munt   |
| 2      | Laura Salvador       |               | CE Noia             |
| 3      | Maria Rosa Tamburini |               | PHC Sant Cugat      |
| 4      | Cristina Barceló     |               | CH Sant Feliu       |
| 5      | Mònica Piosa         |               | CP Voltregà         |
| 6      | Paula Torner         |               | CP Vic              |
| 7      | Yolanda Font         |               | CHP Bigues i Riells |
| 8      | Emma Corominas       |               | CP Vic              |
| 9      | Marta Soler          |               | Biesca Gijón HC     |
| 10     | Marta Bartrés        | portera       | CH Mataró           |
|        | Josep Maria Barberà  | seleccionador |                     |

### França
L'esquadra francesa arribà a la Golden Cup amb l'objectiu de plantar cara a les seleccions de Xile i Catalunya i posar-se a la mateixa alçada per intentar, si més no, adjudicar-se la segona plaça del campionat.
| Dorsal | Nom                 | Posició       | Equip             |
| ------ | ------------------- | ------------- | ----------------- |
| 1      | Anaëlle Arrondeau   | portera       | US Coutras RH     |
| 2      | Céline Ducourtioux  |               | US Coutras RH     |
| 3      | Sandra Drouhet      |               | US Coutras RH     |
| 4      | Adeline Leborgne    |               | US Coutras RH     |
| 5      | Tatiana Malard      |               | CS Noisy Le Grand |
| 6      | Vanessa Daribo      |               | CS Noisy Le Grand |
| 7      | Julie Dupuis        |               | CS Noisy Le Grand |
| 8      | Solène Voltzenlugel |               | RH Beaujolais     |
| 9      | Marie Espin         |               | CS Noisy Le Grand |
|        | ?                   | seleccionador |                   |

### Itàlia
La selecció italiana es presentà, a priori, com la ventafocs del campionat. El millor resultat de què disposava era una 10a posició al Campionat del Món 2006.
| Dorsal | Nom                | Posició       | Equip               |
| ------ | ------------------ | ------------- | ------------------- |
| 1      | Francesca Mattera  | portera       | Pattinomania Matera |
| 2      | Giulia Galeassi    |               | SPV Viareggio       |
| 3      | Francesca Chiagano |               | Cresh Eboli         |
| 4      | Elena Toffanin     |               | Hockey Breganze     |
| 5      | Mariateresa Mele   |               | Pattinomania Matera |
| 6      | Chiara Vannucci    |               | SPV Viareggio       |
| 7      | Cinzia Vannucci    |               | SPV Viareggio       |
| 8      | Silvia Masillo     |               | Cresh Eboli         |
| 9      | Jessica Raffaelli  |               | SPV Viareggio       |
| 10     | Carlotta Scuro     |               | Hockey Breganze     |
|        | Berniero Gallotta  | seleccionador |                     |

### Xile
La selecció pancha arribà al torneig com la selecció favorita per emportar-se el trofeu. Recentment s'havien proclamat campiones de la Copa Amèrica 2007, en la qual també hi participava la selecció rival, Catalunya. Altrament, s'havien proclamat l'any anterior campiones del món.
| Dorsal | Nom               | Posició       | Equip                |
| ------ | ----------------- | ------------- | -------------------- |
| 1      | Loreto Sanhueza   | portera       | Universidad de Chile |
| 2      | Tadish Prat       | davantera     | Universidad Católica |
| 3      | Francisca Puertas |               | CP Vilanova          |
| 4      | Fernanda Urrea    |               | Universidad de Chile |
| 5      | Camila Méndez     |               | Universidad Católica |
| 6      | Alexa Tapia       |               | Universidad de Chile |
| 7      | Gabriela Muñoz    |               |                      |
| 8      | Rosález           |               |                      |
| 9      | Roberta Urrea     |               | Universidad de Chile |
| 10     | Constanza Reyes   | portera       | Universidad de Chile |
|        | Rubén Leni        | seleccionador |                      |

## Fase Regular
Els horaris corresponen a l'hora d'estiu dels Països Catalans (zona horària: UTC+2).

### Llegenda
En la taula següent:
| Pts= Punts totals PJ= Partits jugats PG= Partits guanyats PE= Partits empatats PP= Partits perduts GF= Gols a favor |  | GC = Gols en contra DG = Diferència de gols (GF-GC) Ressaltat en verd = Equip classificat per a la segona fase. (p) = Gol de penalti (fd) = Gol de falta directa |  |  |

### Classificació
| Equip     | Pts | PJ | PG | PE | PP | GF | GC | DG  |
| --------- | --- | -- | -- | -- | -- | -- | -- | --- |
| Catalunya | 7   | 3  | 2  | 1  | 0  | 22 | 6  | +16 |
| França    | 7   | 3  | 2  | 1  | 0  | 13 | 9  | +4  |
| Xile      | 3   | 3  | 1  | 0  | 2  | 11 | 13 | -2  |
| Itàlia    | 0   | 3  | 0  | 0  | 3  | 6  | 24 | -18 |

### Resultats
| 1 de juny de 2007 12:30                                    |     |                     |                             |
| Xile                                                       | 7-1 | Itàlia              | Pavelló d'Esports de Blanes |
| Prat 6', 12' F. Urrea 16', 21' Muñoz 30', 34' R. Urrea 32' |     | Chiara Vannucci 39' | Pavelló d'Esports de Blanes |

| 1 de juny de 2007 14:00       |     |                                        |                                                               |
| Catalunya                     | 3-3 | França                                 | Pavelló d'Esports de Blanes Àrbitres: Prades i López Expósito |
| Tamburini 10', 31' Torner 23' |     | Espin 16' Ducourtioux 22' Leborgne 36' | Pavelló d'Esports de Blanes Àrbitres: Prades i López Expósito |

| 2 de juny de 2007 12:30            |      | |                                                      |
| Itàlia                             | 2-13 | Catalunya | Pavelló d'Esports de Blanes Àrbitres: Molina i Bifet |
| Chiara Vannucci 3' (p) Galeassi 4' |      | Barceló 5', 7', 11', 17' Torner 8' Tamburini 10' Piosa 22', 35' Salvador 27' Soler 27' Font 29', 31' Corominas '29 | Pavelló d'Esports de Blanes Àrbitres: Molina i Bifet |

| 2 de juny de 2007 15:00                                   |     |                                  |                             |
| França                                                    | 6-3 | Xile                             | Pavelló d'Esports de Blanes |
| Ducourtioux 6' Leborgne 8', 39' (fd) Daribo 12', 13', 22' |     | Puerta 16' Prat 19' F. Urrea 29' | Pavelló d'Esports de Blanes |

| 3 de juny de 2007 10:30                     |     |                                  |                             |
| Itàlia                                      | 3-4 | França                           | Pavelló d'Esports de Blanes |
| Chiara Vannucci 10', 24' (fd) Raffaelli 19' |     | Daribo 7', 13' Leborgne 16', 28' | Pavelló d'Esports de Blanes |

| 3 de juny de 2007 12:00                          |     |              |                                                       |
| Catalunya                                        | 6-1 | Xile         | Pavelló d'Esports de Blanes Àrbitres: Alemany i Gómez |
| Soler 17', 38' Tamburini 19', 25', 30' Piosa 36' |     | F. Urrea 37' | Pavelló d'Esports de Blanes Àrbitres: Alemany i Gómez |

| Catalunya        |
| Campió CATALUNYA |

## Classificació final
| Equip | Equip     | Pts | PJ | PG | PE | PP | GF | GC | DG  | Rend  |
| ----- | --------- | --- | -- | -- | -- | -- | -- | -- | --- | ----- |
| 1r    | Catalunya | 7   | 3  | 2  | 1  | 0  | 22 | 6  | +16 | 77,7% |
| 2n    | França    | 7   | 3  | 2  | 1  | 0  | 13 | 9  | +4  | 77,7% |
| 3r    | Xile      | 3   | 3  | 1  | 0  | 2  | 11 | 13 | -2  | 33,3% |
| 4t    | Itàlia    | 0   | 3  | 0  | 0  | 3  | 6  | 24 | -18 | 0%    |

## Màximes golejadores
Article principal: Llista completa de golejadores
| Jugadora             | Selecció  | Gols |
| -------------------- | --------- | ---- |
| Maria Rosa Tamburini | Catalunya | 6    |
| Vanessa Daribo       | França    | 5    |
| Adeline Leborgne     | França    | 5    |
| Fernanda Urrea       | Xile      | 5    |
| Cristina Barceló     | Catalunya | 4    |
| Chiara Vannucci      | Itàlia    | 4    |
| Mònica Piosa         | Catalunya | 3    |
| Marta Soler          | Catalunya | 3    |
| Tadish Prat          | Xile      | 3    |